# Kutë
Kutë là một xã trong quận Mallakastër thuộc hạt Fier, Albania. Dân số năm 2005 là 3345 người.